# Edit Angold
Edit Angold (* 1. September 1895 in Berlin; † 3. Oktober 1971 in Los Angeles, Kalifornien; gebürtig Edit Goldstandt) war eine deutsche Schauspielerin.

## Leben
Edit Angold wuchs in Genf auf und erhielt nach ihrer Schauspielausbildung ihr erstes Engagement 1917 an den städtischen Bühnen in dem zu dieser Zeit von deutschen Truppen besetzten Lodz. In den Jahren von 1918 bis 1920 spielte sie in Rostock und ab 1920 in Berlin am Neuen Volkstheater in der Köpenicker Straße, wo sie unter dem Theaterleiter Erwin Piscator arbeitete. Seit 1924 war sie auch wiederholt in New York in deutschsprachigen Bühnenstücken zu sehen. Nach 1931 erhielt sie in Deutschland kein Bühnenengagement mehr, und so ließ sie sich 1932 endgültig in New York nieder.
Ab 1940 lebte Angold in Los Angeles und wirkte dann viele Jahre in kleinen Rollen in Hollywood-Produktionen mit. Wiederholt spielte sie dabei deutschsprachige Ausländerinnen. Sie arbeitete auch für das Radio und das Fernsehen.

## Filmografie (Auswahl)
- 1931: Zwischen Nacht und Morgen
- 1933: Was wissen denn Männer
- 1941: So Ends Our Night
- 1943: Gefährliche Flitterwochen (Above Suspicion)
- 1946: Der Todesreifen (Suspense)
- 1948: Brief einer Unbekannten (Letter from an Unknown Woman)
- 1948: Ein Pferd namens October (The Return of October)
- 1949: Cowboy-Gangster (Tough Assignment)
- 1949: Rache im Ring (Ringside)
- 1950: Die schwarze Lawine (The Secret Fury)
- 1950: Hölle am weißen Turm (The White Tower)
- 1951: Der große Caruso (The Great Caruso)
- 1955–1960: Alfred Hitchcock präsentiert (Alfred Hitchcock Presents, Serie)
- 1956: Die falsche Eva (The Birds and the Bees)
- 1958: Ein gewisses Lächeln (A Certain Smile)
- 1958: Hölle wo ist dein Schrecken (In Love and War)
- 1959: Der blaue Engel (The Blue Angel)
- 1959: Viele sind berufen (Career)
- 1960: Café Europa (G.I. Blues)
- 1962: Zwei Wochen in einer anderen Stadt (Two Weeks in Another Town)
- 1967: Wenn Killer auf der Lauer liegen (The Ambushers)